# Betty Blayton-Taylor
Betty Blayton-Taylor (10 de julio de 1937 – 2 de octubre de 2016 ) fue una activista estadounidense, abogada, artista,  gestora cultural, docente y conferenciante. Como artista, trabajó la ilustración, la pintura, el grabado y la escultura. Es conocida por sus obras descritas a menudo como "abstracciones espirituales". Blayton fue miembro y fundadora del Studio Museum en Harlem y secretaria de su junta. Además de cofundadora y directora ejecutiva del Harlem Children's Art Carnival (CAC), y del Harlem Textile Works. Asimismo, fue asesora, consultora y miembro de la junta de otras organizaciones, programas de arte y servicios comunitarios. Sus obras abstractas crearon un espacio para que el espectador se pudiera insertara en la pieza, permitiendo la autorreflexión, un aspecto central en el trabajo de Blayton-Taylor.

## Biografía
Betty Blayton-Taylor nació en Williamsburg, Virginia en 1937. Su madre era Alleyne Houser Blayton y su padre el médico James Blaine "Jimmy" Blayton. Fue la segunda de cuatro  hermanos. Sus padres, como ella, también participaron activamente en la comunidad afroamericana. El padre abrió el primer hospital para negros en su distrito y su madre fue una luchadora constante por la educación. Blayton estudió en Bruton Heights hasta el octavo grado y más tarde, hasta 1955, continuó su educación en el Palmer Memorial Institute en Carolina del Norte.
Blayton se licenció en Bellas Artes por la Universidad de Syracuse y continuó su educación en la Art Students League y la Brooklyn Museum School. En 1955, cuando empezaba los estudios universitarios, el estado de Virginia no permitía que los afroamericanos asistieran a ninguna de sus universidades, entonces segregadas para blancos, debido a las leyes Jim Crow, y ninguna universidad pública negra en el estado ofrecía un título acreditado en la especialidad que Blayton había elegido. Por tanto el estado de Virginia tenía que pagar su matrícula completa durante los cuatro años de duración de su carrera universitaria, a fin de cumplir con los requisitos de la doctrina jurídica "separados pero iguales" establecidos por mandato federal. Esto le permitió asistir a la escuela selecciona por ella, pero sin pagar matrícula. Se graduó en 1959 con una licenciatura en pintura e ilustración. Durante un corto período de tiempo en 1960, antes de trasladarse a Nueva York, enseñó en St. Thomas.

## Trayectoria
Blayton tuvo una gran influencia en el mundo de los museos de arte y las fundaciones de la ciudad de Nueva York, como educadora de arte  y cofundadora de  varias organizaciones. De 1968 a 1994, fue consultora de la Junta de Educación de la Ciudad de Nueva York, donde ayudó al desarrollo de la educación artística en las escuelas y programas públicos. Se desempeñó como supervisora del programa de extensión del Museo de Arte Moderno para los jóvenes de la ciudad. Como cofundadora, con Victor D'Amico, y luego como directora ejecutiva, desarrolló y dirigió el Carnaval de Arte Infantil en la Escuela de Artes de Harlem. Uno de sus alumnos fue el conocido artista Jean-Michel Basquiat, quien se cree que aprendió su apreciación de la creatividad en la adolescencia de la filosofía de Blayton-Taylor, según la cual el espíritu es más importante que la técnica cuando se trata de tu obra de arte. El programa, desarrollado por el MoMA en la década de los sesenta para los niños de la ciudad, tuvo que luchar más tarde, tras la pérdida de fondos gubernamentales en la década de los ochenta. Blayton trabajó para encontrar financiación para mantenerlo vivo. Después de trasladarse a Nueva York, formó parte del Equipo de la Asociación Comunitaria de Harlem Youth Opportunities Unlimited, donde enseñó arte a los adolescentes y los animó a visitar el MoMA. Cuando descubrió que a sus estudiantes se les negaba la entrada al museo, usó toda su influencia para asegurarse de que eso no volviera a suceder. Este incidente, y la idea que tenía Blayton-Taylor de crear un museo en la propia comunidad de sus estudiantes,llevarían a la creación del Studio Museum, donde ejerció como secretaria asociada ejecutiva de 1965 a 1977.
Además fue cofundadora y miembro de la junta de Harlem Textile Works; fundadora del Studio Museum en Harlem, y miembro de su junta desde 1965 hasta 1977. También formó parte de la junta del Robert Blackburn Printmaking Workshop.

## Exposiciones
- Museo de Bellas Artes "Campos Magnéticos", San Petersburgo, Florida (5 de mayo - 5 de agosto de 2018).
- "Surface Work" Victoria Miro - Mayfair, Londres (11 del abril al 16 de junio de 2018).
- Museo Nacional de Mujeres en las Artes "Campos Magnéticos", Washington D. C. (13 de octubre de 2017 - 21 de enero de 2018).
- "Campos magnéticos" Kemper Museum of Contemporary Art, Kansas City, MO (del 8 de junio al 17 de septiembre de 2017).
- "Looking Both Ways" Peninsula Fine Arts Center, NEWPORT NEWS, VA (del 17 de enero al 22 de marzo de 2015): omisariada por Diana Blanchard Gross. Colectiva: Robert Colescott, Betty Blayton-Taylor, Beverly Buchanan, Faith Ringgold, Clayton Singleton, James Vanderzee, Kara Walker, Carrie Mae Weems, Hank Willis Thomas, Buddy Norris y otros.
- "The Female Aesthetic", Dwyer Cultural Center, NUEVA YORK NY, (del 19 de abril al 31 de mayo de 2012): Exposición colectiva de 11 artistas de Nueva York. Comisariada por MLJ Johnson. Colectiva: Beryl Benbow, Betty Blayton Taylor, Cecil Chong, Diane Davis, Linda Hiwot, Jamillah Jennings, Charlotte Ka, Dindga McCannon, Gina Sampson, Deborah Singletary y Ava Tomlinson.
- Exposición individual: "BETTY BLAYTON: Joyas del pensamiento - Grandes trabajos y estudios conceptuales 1970-2010", Colección de Bellas Artes de Burgess, Nueva York, NY (2010).
- Exposición individual: Essie Green Galleries, Nueva York, NY (septiembre de 2009).
- Exposición individual: Strivers Gardens Gallery, Nueva York, NY, (julio de 2009).
- "Viendo el jazz: un tributo a los maestros y las leyendas del jazz de Pittsburgh", Manchester Craftsmen's Guild, Pittsburgh PA (del 26 de enero al 3 de abril de 2009): Exposición colectiva: O'Neal Abel, Benny Andrews, Romare Bearden, Sharif Bey, Betty Blayton Taylor, Tina Williams Brewer, Fred Brown, Bisa Butler, Lauren Camp, Nora Mae Carmichael, Sadikisha Collier, Robert Daniels, Tafa Fiadzigbe, Frank Frazier, Eric Girault, Verna Hart, Rene Hinds, Jamillah Jennings, MLJ Johnson, Larry Joseph, Charlotte Ka, Eli Kince, Dindga McCannon, Evangeline J. Montgomery, Richard Mayhew, Steve Mayo, Omowale Morgan, Otto Neals, Ademola Olugebefola, Eric Pryor, Faith Ringgold, Senghor Reid, Maurice D. Robertson, Ernani Silva, Danny Simmons, Alexandria Smith, George Smith, Chuck Stewart, Allen Stringfellow, Ann Tanksley, Habib Tiwoni, Osman Tyner, Manny Vega, Richard Waters, Douglas J. Webster, Emmett Wigglesworth y Shirley Woodson.
- "Así es con nosotros: BETTY BLAYTON, 40 años de obras seleccionadas" - Exposición individual en tres lugares: Canvas Paper and Stone Gallery, Essie Green Galleries, Strivers Gardens Gallery, Nueva York NY (del 2 de octubre al 22 de noviembre de 2008).
- "BETTY BLAYTON-TAYLOR: Souls / Spirit Journeys" - Exposición individual: Smithfield Cultural Arts Center, Smithfield VA (octubre de 2005).
- Exposición colectiva, Museo Nacional de Ghana, Acra, Ghana - Restaurando nuestras conexiones espirituales: Exposición internacional de la Conferencia Nacional de Artistas (2002).
- Exposición individual: Pace College, Nueva York, NY (1994).
- Exposición individual: Lubin House Gallery, Syracuse, NY (1993).
- Exposición individual: Isobel Neal Gallery, Chicago, IL (1990).
- Exposición individual: Skylight Gallery, Bedford Stuyvesant Restoration Corporation, Brooklyn, NY) (1989).
- "The Wild Art Show", Museo de Arte Moderno, Nueva York (17 de enero - 14 de marzo de 1982).
- Exposición individual: Caravan House Gallery, Nueva York, NY (abril de 1975).
- "DOS - Tonnie Jones y Betty Blayton" - The Studio Museum en Harlem. Ciudad de Nueva York (del 31 de marzo al 12 de mayo de 1974): [La parte de Betty Blayton de la exposición se tituló: "BETTY BLAYTON: grabados, pinturas y esculturas".
- Exposición colectiva, Museo de Arte, Escuela de Diseño de Rhode Island, Providence, RI "Artistas negros contemporáneos" (1 al 31 de julio de 1969).
- "Counterpoints 23" (16 al 30 de marzo de 1969).
- "8x8", Riverside Museum, Nueva York (1968).
- "Six Painters", MARC, Nueva York (1968).
- Exposición Three Women, Capricorn Gallery, Nueva York (del 10 al 28 de septiembre de 1968) [Betty Blayton, Freda Mulcahy, Nathalie Van Buren].
- Exposición colectiva, Minneapolis Institute of Arts, Minneapolis, Minnesota "30 artistas negros contemporáneos". (del 17 de octubre al 24 de noviembre de 1968).
- "Quince nuevas voces", American Greeting Card Gallery, Nueva York. (12 de marzo - 3 de mayo de 1968): Exposición colectiva:  Emma Amos, Benny Andrews, Betty Blayton, Emilio Cruz, Avel DeKnight, Melvin Edwards, Reginald Gammon, Alvin C. Hollingsworth, Tom Lloyd, William Majors, Earl Miller, Mahler Ryder, Raymond Saunders, Jack H. White, Jack Whitten. [Co-patrocinado por Ruder y Finn Fine Arts, Inc. y el Studio Museum en Harlem].
- Exposición colectiva, Lever House, Nueva York - "Counterpoints 23" (1967) [Betty Blayton, Alvin C. Hollingsworth, Earl Miller, Faith Ringgold, Mahler Ryder, Jack H. White].
- Exposición colectiva, Consejo Cultural de Harlem, Ciudad de Nueva York - "El arte del negro estadounidense" (1966) Comisariada por Romare Bearden. [Charles Alston, Emma Amos, Betty Blayton, Jacob Lawrence, Hughie Lee-Smith, Richard Nugent, Simon B. Outlaw, Faith Ringgold, Vincent D. Smith, Charles White, et al. ].
- Exposición individual, Capricorn Gallery, Nueva York (del 4 al 20 de mayo de 1966).
- Exposición individual, Adair Gallery, Atlanta, Georgia (1963).
- Exposición individual, St. Thomas Gallery, Saint Thomas, Islas Vírgenes (1960).
- Collectors Corner Gallery, Washington D. C. (1959).